# Pleiocardia
Pleiocardia là chi thực vật có hoa trong họ Cải.